# Tour della nazionale maschile di rugby a 15 della Georgia 2004-2007
Tra le due edizioni del 2003 e 2007 della coppa del Mondo di rugby, la nazionale gallese di rugby a 15 si reca varie volte in tour.

## 2006 in Giappone
| Kyoto 10 maggio 2006 | Giappone A | 15 – 14 | Georgia XV |  |

| Tokyo 14 maggio 2006 | Giappone | 32 – 7 | Georgia |  |

## 2007 in Francia
Serie di Test di preparazione ai mondiali.
| Auch 6 agosto 2007 | Auch | 20 – 17 | Georgia XV |  |

| Pont-du-Casse 11 agosto 2007 | Espoirs Agen | 17 – 6 | Georgia XV |  |

| Sainte-Livrade 14 agosto 2007 | Agen | 31 – 13 | Georgia XV |  |

| Albi 18 agosto 2007 | Albi | 24 – 13 | Georgia XV |  |

| Auch 25 agosto 2007 | Auch | 13 – 7 | Georgia XV |  |